# Christian Esser
Christian Joseph Hubert Esser (Kettenis, 17 mei 1886 - Aken, Duitsland, 21 april 1952) was een Belgisch senator en burgemeester.

## Levensloop
Christian Esser was de tweede van de zes kinderen van Peter Esser (1840-1928) en Maria Elisabeth Radermacher (1851-1927). Hij trouwde met Rosa Kessel (1893-1947) en ze kregen vijf kinderen.
Hij was directeur van een verzekeringskas. In 1921 werd hij verkozen tot gemeenteraadslid van Eynatten en in 1922 werd hij er burgemeester. Van 1925 tot 1927 werd hij verkozen tot provincieraadslid. 
In januari 1925 nam hij als katholiek gecoöpteerd senator de opvolging van de ontslagnemende Georges Theunis. Hij behield dit mandaat tot aan de wetgevende verkiezingen van 1929.